# جبل دوم
جبل دوم (بالإنجليزية: Dom (mountain))‏ هو أحد جبال سلسلة جبال الألب بينيني ويقع في كانتون فاليز في سويسرا. يحتل المرتبة رقم 2 في قائمة جبال سويسرا من حيث الارتفاع، إذ يبلغ ارتفاعه حوالي 4545 متر، بينما يبلغ ارتفاع نتوء الجبل 1046 متر، هذا وقد سجل أول وصول لقمة الجبل عام 1858.

## معرض صور

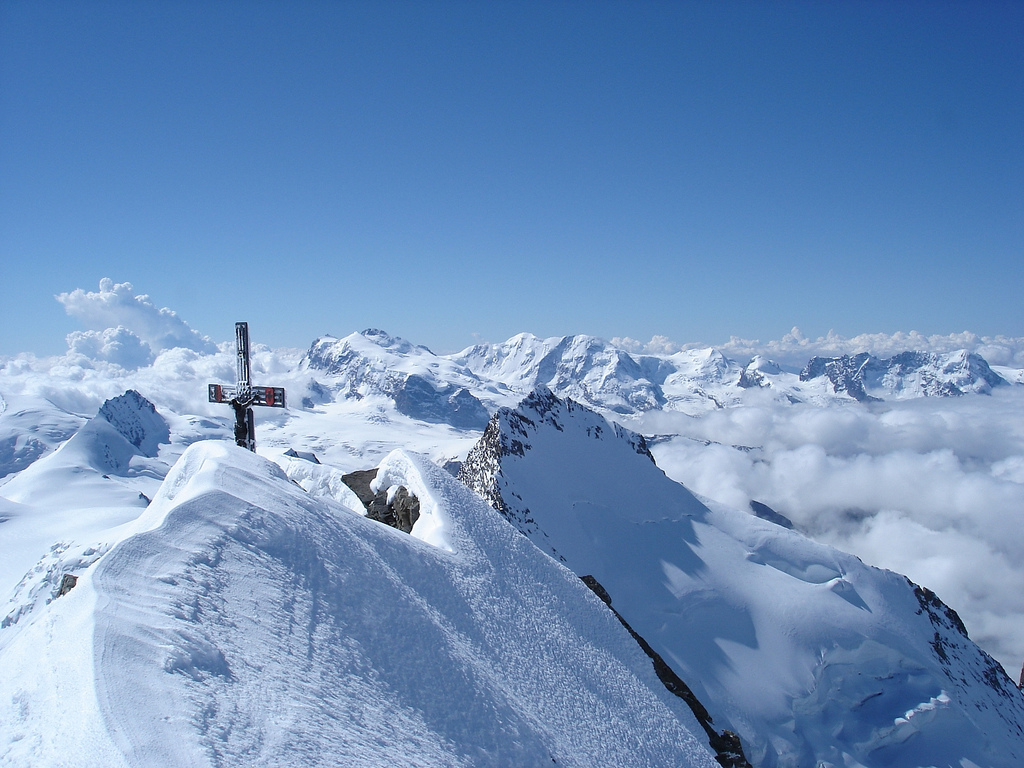
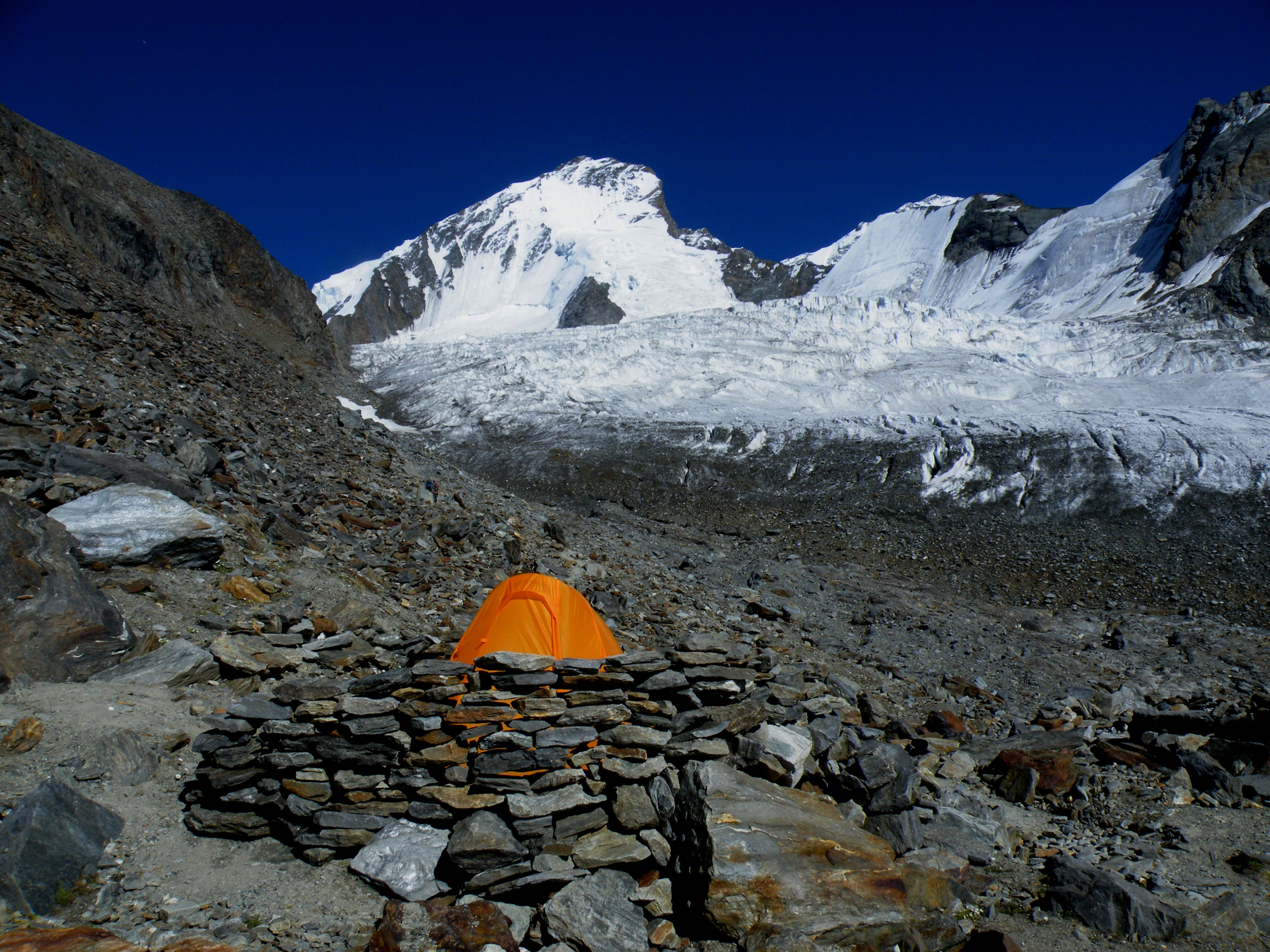
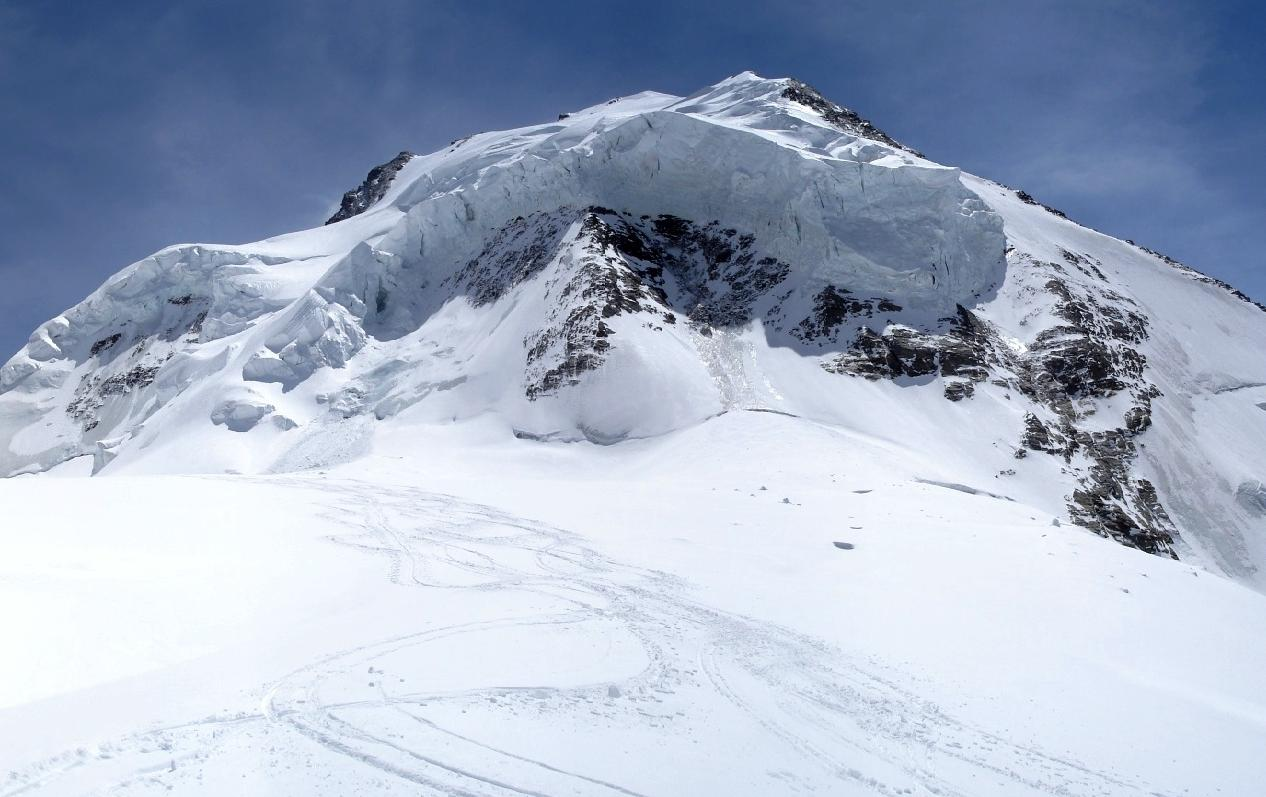
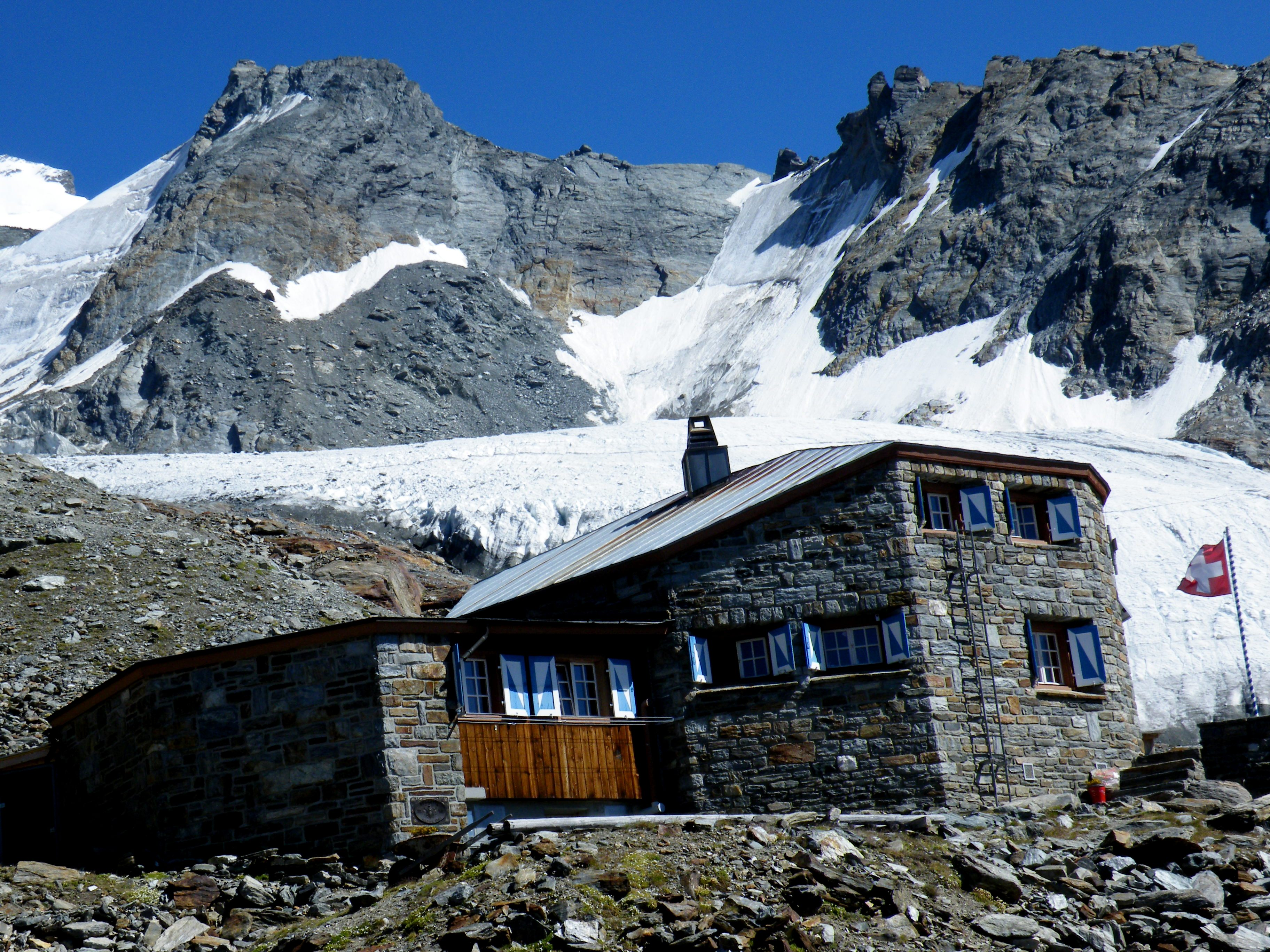
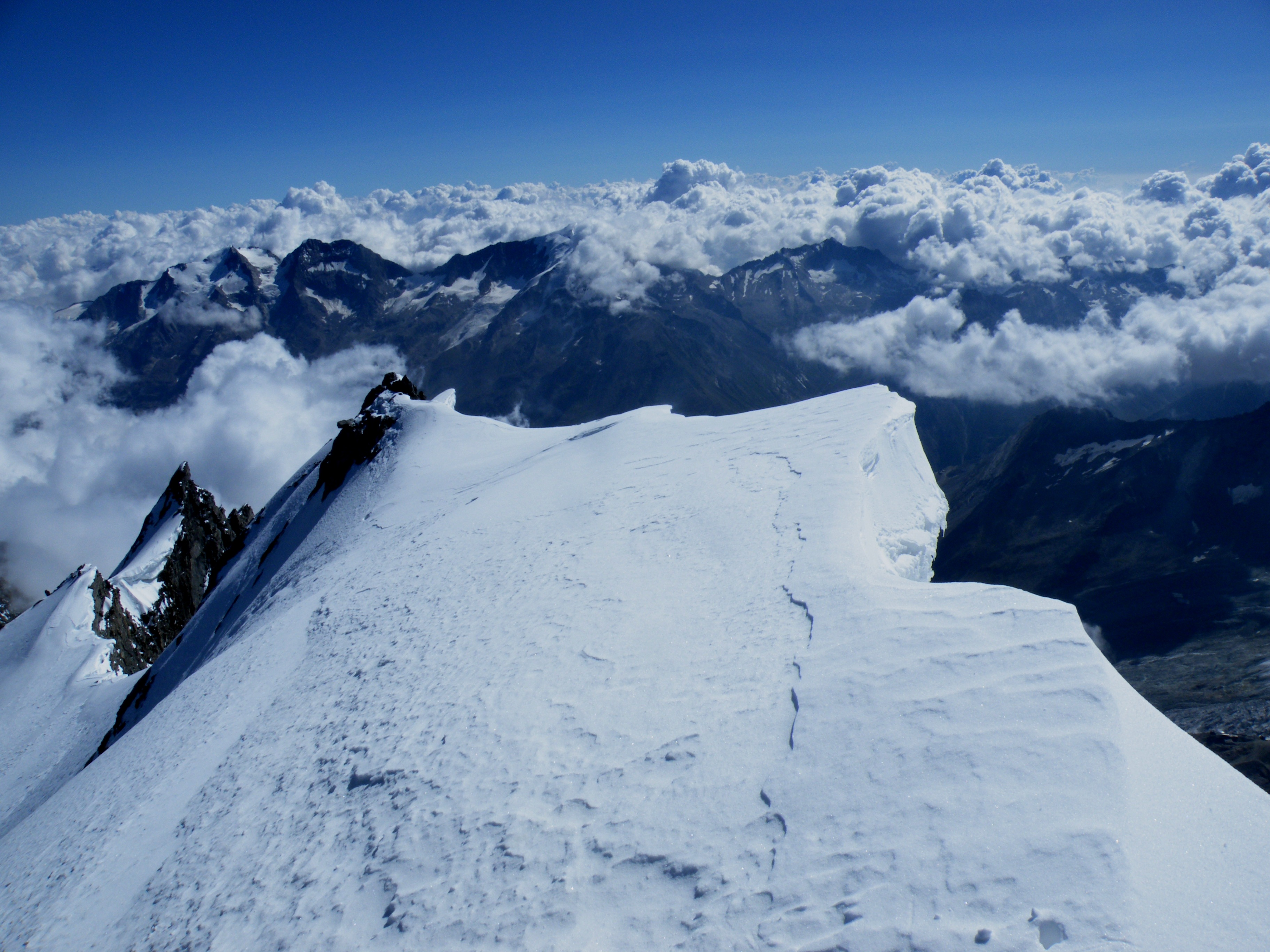